# Seelbach bei Hamm (Sieg)
Seelbach bei Hamm (Sieg) – miejscowość i gmina w Niemczech, w kraju związkowym Nadrenia-Palatynat, w powiecie Altenkirchen, wchodzi w skład gminy związkowej Hamm (Sieg).